# Nomenia obsoleta
Nomenia obsoleta är en fjärilsart som beskrevs av Louis W. Swett 1916. Nomenia obsoleta ingår i släktet Nomenia och familjen mätare. Inga underarter finns listade i Catalogue of Life.